# Židé v Subotici

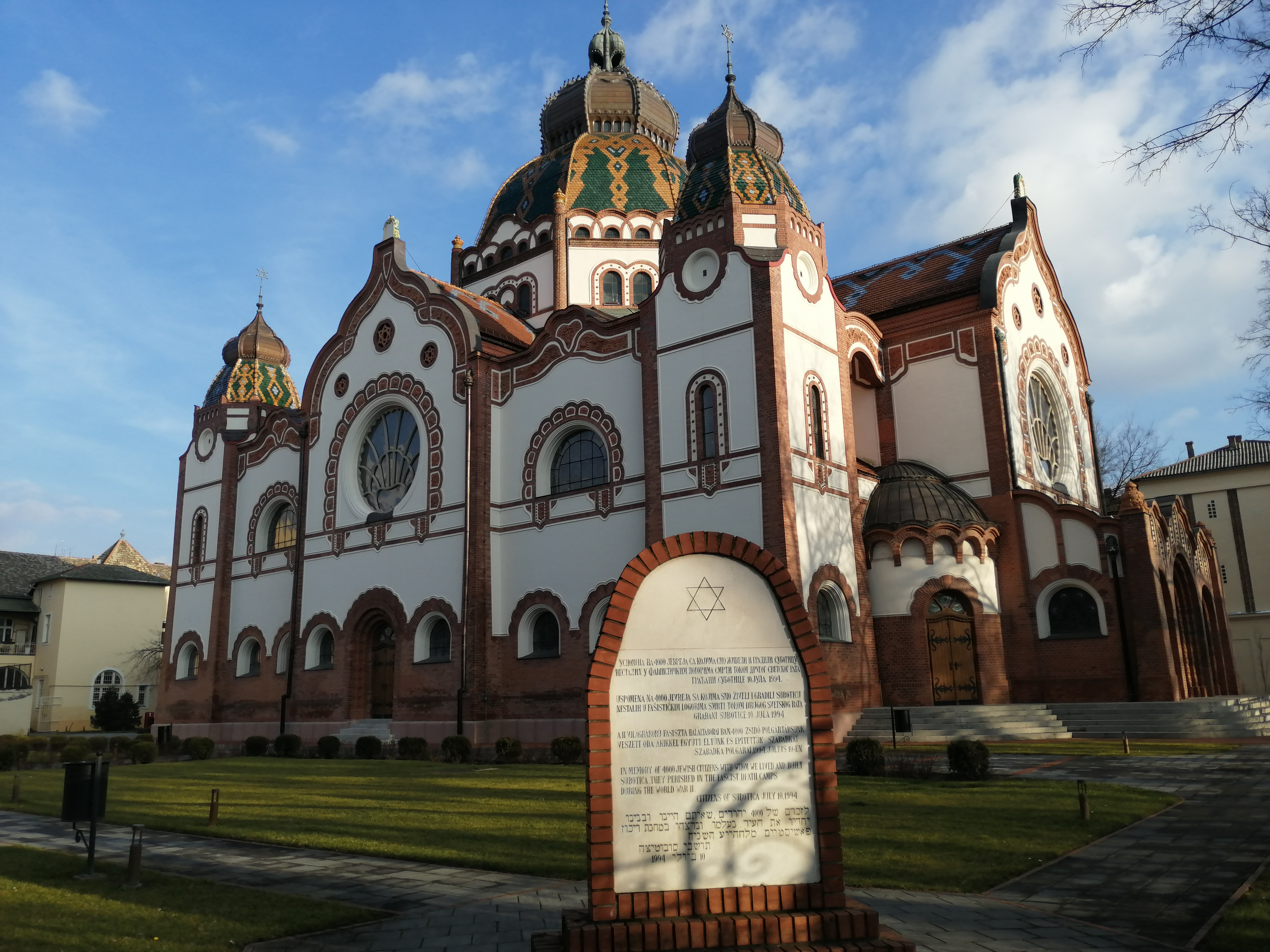
Subotická synagoga.

Židé v Subotici představují velmi málo početnou, leč v minulosti více zastoupenou náboženskou komunitu. Jejich hlavním svatostánkem je více než sto let stará synagoga v centru města.
Židé v Subotici žili od roku 1775. Přítomnost této náboženské komunity v dřívější době omezovaly přísné zákony, které v tehdejším Zalitavsku (kde se Subotica nacházela) platily. Na počátku 19. století se k židovské víře hlásilo již okolo čtyřiceti rodin. Ve městě kromě synagogy (která patřila k nejnákladnějším svého druhu na území tehdejšího Rakousko-Uherska) brzy vznikl i sirotčinec a židovský hřbitov. Židovská nemocnice byla dokončena v roce 1920. 
Místní židé měli vliv na velké množství místního průmyslu a především obchodu. Jako akcionáři drželi většinu akcií místních podniků. Jejich vliv se snížil po první světové válce kdy vlivem změny hranic došlo k ekonomickému útlumu. Rozvoj komunity probíhal do jisté míry i v meziválečném období. 
Za druhé světové války byli místní Židé vystaveni těžkým fyzickým pracím, teprve až v roce 1944 byli nicméně posíláni v souvislosti s nástupem režimu Šípových křížů v Maďarsku transporty do vyhlazovacích táborů. Jednalo se cca o 4000 lidí.
Válku přežilo několik set místních Židů; zhruba 250 jich ve městě zůstalo a zbytek emigroval do Izraele.